# دژ سوارتهلم

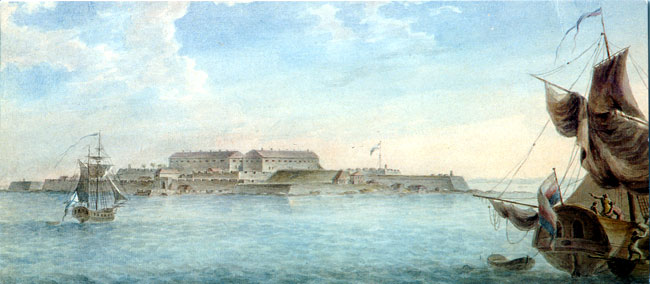
دژ دریایی سوارتلهم که توسط گاوریل سرگئیف در سال ۱۸۰۹ به تصویر کشیده شده‌است.

دژ سوارتهلم (Svartholm fortress )طی سال‌های ۱۷۴۹ و ۱۷۶۴ در خارج از شهر لوویسا در جنوب فنلاند توسط آگوستین ارنسوارد ساخته شد. این دژ نظامی که در دهانه خلیج لوویسا قرار دارد، از ورود مهاجمان روسی به خاک سوئد در فنلاند کنونی جلوگیری کرد.

## پیشینه
دژ سوارتهلم اهمیت استراتژیک خود را در دوره روسیه از دست داد. سپس بخشی به عنوان پایگاه نظامی و بخشی به عنوان زندان برای زندانیان فنلاندی مورد استفاده قرار گرفت.
در طول جنگ کریمه، در ۷ ژوئیه ۱۸۵۵ دو کشتی ازجمله اچ‌ام‌اس ارگونت (۱۸۴۸) به فرماندهی کاپیتان هیستینگز یلورتون به قلعه آمدند. قلعه توسط روس‌ها تخلیه و خلع سلاح شد، با اینهمه کاپیتان یلورتون دژ را منفجر کرد. با این حال، بخش بزرگی از دژ سالم ماند. سوارتهلم هنوز هم به عنوان یک بندر خوب و مقصدی برای پیک نیک آخر هفته برای مردم بود.
انجمن ملی آثار باستانی فنلاند از دهه ۱۹۶۰ در حال بازسازی این قلعه بوده‌است و سرانجام کار در سال ۱۹۹۸ به پایان رسید.